# Pallone d'oro 2006

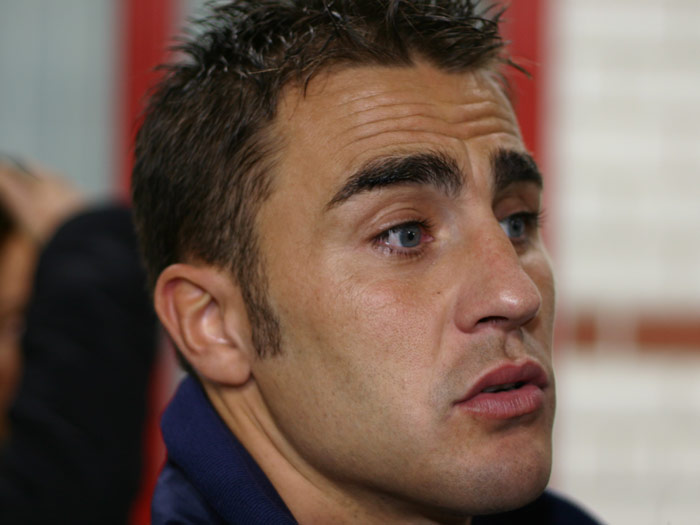
Fabio Cannavaro, vincitore del Pallone d'oro 2006

L’edizione 2006 del Pallone d'oro, 51ª edizione del premio calcistico istituito dalla rivista francese France Football, fu vinta dall'italiano Fabio Cannavaro (Juventus / Real Madrid).
I giurati che votarono furono 52, provenienti da Albania, Andorra, Armenia, Austria, Azerbaigian, Belgio, Bielorussia, Bosnia ed Erzegovina, Bulgaria, Cipro, Croazia, Danimarca, Estonia, Finlandia, Francia, Galles, Georgia, Germania, Grecia, Inghilterra, Irlanda, Irlanda del Nord, Islanda, Isole Fær Øer, Israele, Italia, Kazakistan, Lettonia, Liechtenstein, Lituania, Lussemburgo, Macedonia, Malta, Moldavia, Norvegia, Paesi Bassi, Polonia, Portogallo, Repubblica Ceca, Romania, Russia, San Marino, Scozia, Serbia, Slovacchia, Slovenia, Spagna, Svezia, Svizzera, Turchia, Ucraina e Ungheria.